# Crioa emmelopis
Crioa emmelopis là một loài bướm đêm trong họ Noctuidae.